# Bahnstrecke Esch–Athus
| Triebwagen der Baureihe 250 in Esch-sur-Alzette, 1988 |                      |                                                           |                                                           |
| Spurweite: | 1435 mm (Normalspur) |                                                           |                                                           |
| Stromsystem: | 25 kV, 50 Hz ~       |                                                           |                                                           |
| |                      |                                                           |                                                           |
| \| \| \| von Bettemburg \| \| \| \| \| Esch-sur-Alzette \| \| \| \| \| nach Audun-le-Tiche \| \| \| \| \| Belval-Université (ehem. Belval-Usines) \| \| \| \| \| Belval-Lycée (ehem. Beles Rote Erde) \| \| \| \| \| Belval-Rédange \| \| \| \| \| Beval-Soleuvre \| \| \| \| \| Oberkorn \| \| \| \| \| Differdange \| \| \| \| \| von Luxemburg \| \| \| \| \| von Ettelbrück \| \| \| \| \| Pétange \| \| \| \| \| nach Bois Châtier \| \| \| \| \| Lamadelaine \| \| \| \| \| Rodange \| \| \| \| \| Staatsgrenzen: \| \| \| \| \| \| \| \| \| \| Luxemburg/Belgien Luxemburg/Frankreich \| \| \| \| \| \| \| \| \| \| \| \| \| \| \| Belgien/Frankreich (an der Bahnstrecke Autelbas–Longuyon) \| \| \| \| \| \| \| \| \| \| Mont-Saint-Martin \| \| \| \| \| nach Longwy \| \| \| \| \| von und nach Libramont \| \| \| \| \| Athus \| \| \| \| \| nach Autelbas \| \| |                      |                                                           |                                                           |
| |                      | von Bettemburg                                            |                                                           |
| Bahnhof |                      | Esch-sur-Alzette                                          | Esch-sur-Alzette                                          |
| Abzweig geradeaus und nach links |                      | nach Audun-le-Tiche                                       | nach Audun-le-Tiche                                       |
| Bahnhof |                      | Belval-Université (ehem. Belval-Usines)                   | Belval-Université (ehem. Belval-Usines)                   |
| Bahnhof |                      | Belval-Lycée (ehem. Beles Rote Erde)                      | Belval-Lycée (ehem. Beles Rote Erde)                      |
| Haltepunkt / Haltestelle |                      | Belval-Rédange                                            | Belval-Rédange                                            |
| Bahnhof |                      | Beval-Soleuvre                                            | Beval-Soleuvre                                            |
| Haltepunkt / Haltestelle |                      | Oberkorn                                                  | Oberkorn                                                  |
| Bahnhof |                      | Differdange                                               | Differdange                                               |
| Abzweig geradeaus und von rechts |                      | von Luxemburg                                             | von Luxemburg                                             |
| Abzweig geradeaus und ehemals von rechts |                      | von Ettelbrück                                            | von Ettelbrück                                            |
| Bahnhof |                      | Pétange                                                   | Pétange                                                   |
| Abzweig geradeaus und nach links |                      | nach Bois Châtier                                         | nach Bois Châtier                                         |
| Haltepunkt / Haltestelle |                      | Lamadelaine                                               | Lamadelaine                                               |
| Bahnhof |                      | Rodange                                                   | Rodange                                                   |
| Verschwenkung von links · Verschwenkung von rechts |                      | Staatsgrenzen:                                            | Staatsgrenzen:                                            |
| |                      |                                                           |                                                           |
| Grenze · Grenze |                      | Luxemburg/Belgien Luxemburg/Frankreich                    | Luxemburg/Belgien Luxemburg/Frankreich                    |
| |                      |                                                           |                                                           |
| |                      |                                                           |                                                           |
| Abzweig geradeaus und von links · Abzweig geradeaus und von rechts |                      | Belgien/Frankreich (an der Bahnstrecke Autelbas–Longuyon) | Belgien/Frankreich (an der Bahnstrecke Autelbas–Longuyon) |
| |                      |                                                           |                                                           |
| Strecke · Bahnhof |                      | Mont-Saint-Martin                                         | Mont-Saint-Martin                                         |
| Strecke · Strecke nach links |                      | nach Longwy                                               | nach Longwy                                               |
| Abzweig geradeaus, nach links und von links |                      | von und nach Libramont                                    | von und nach Libramont                                    |
| Bahnhof |                      | Athus                                                     | Athus                                                     |
| Strecke nach rechts |                      | nach Autelbas                                             | nach Autelbas                                             |

Die Bahnstrecke Esch–Athus (auch als Erzgruben-Bahn bezeichnet) ist eine Bahnstrecke in Belgien und Luxemburg. Eine kurze Verbindungskurve führt auch Richtung Longwy in Frankreich.

## Geschichte

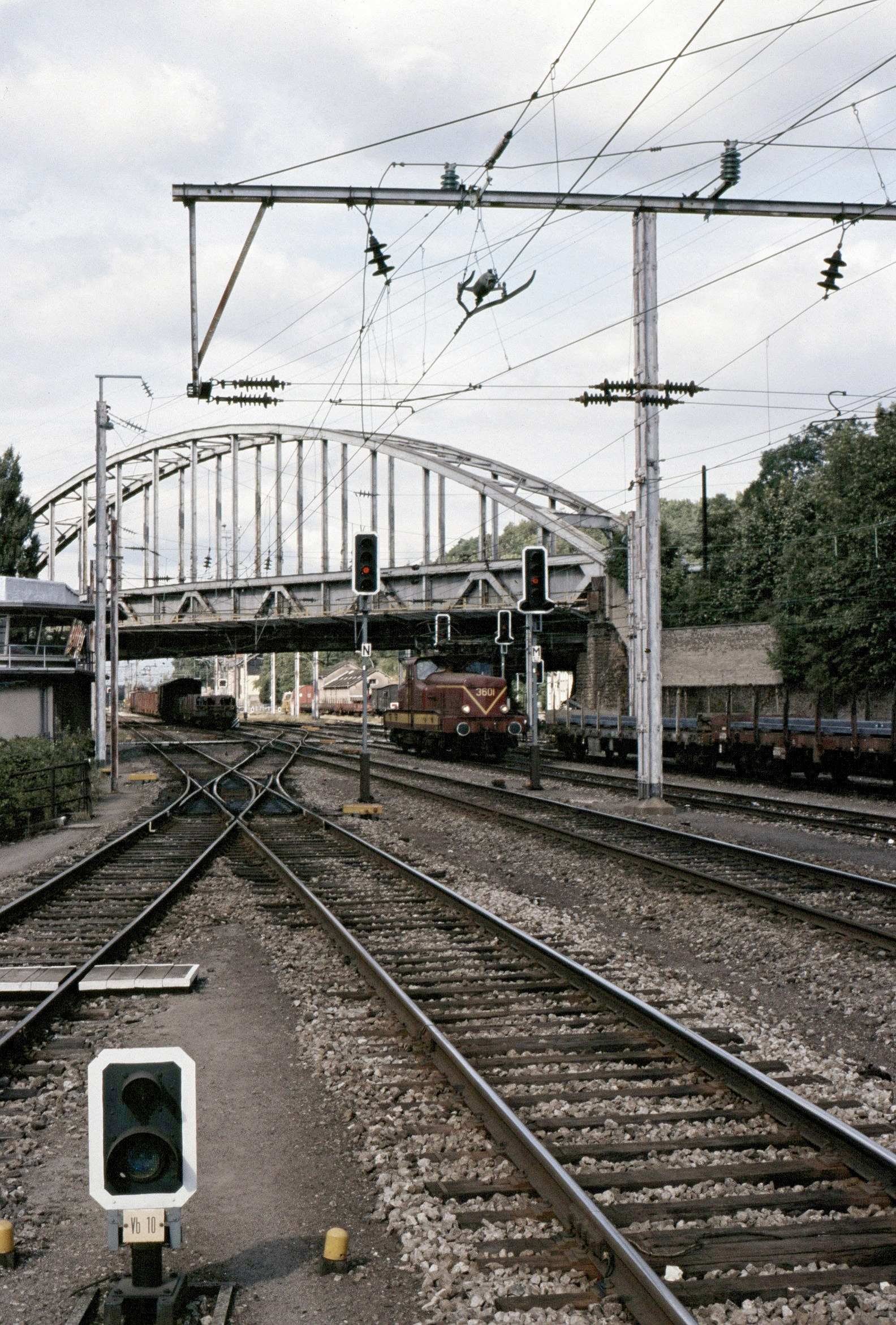
Esch-sur-Alzette, 1988

Bereits seit den 1860er Jahren bemühten sich mehrere Gesellschaften um die Konzession für eine Strecke von Bettemburg über Esch und Petingen nach Athus/Longwy, da diese Strecke die wichtigsten Eisenerzvorkommen in Luxemburg erschloss. Allerdings erhielt erst 1869 die Chemins de fer Prince Henri (PH) eine entsprechende Konzession, da sie neben dieser Verbindung auch noch weitere Bahnstrecken bauen wollte.
Der Streckenabschnitt Esch–Petingen wurde im August 1871 eröffnet, die Verlängerung bis Athus im Dezember 1874. Obwohl das Planum für zwei Gleise vorbereitet war, wurde zunächst erst ein Gleis verlegt. Die geplante Verlängerung von Esch nach Bettemburg kam seinerzeit nicht zustande.
Die Strecke wurde 1877 von der Anonymen Luxemburgische Prinz-Heinrich-Eisenbahn- und Erzgrubengesellschaft übernommen.
Nach dem Deutsch-Französischen Krieg besaß Luxemburg ab 1871 nur noch eine etwa 10 km lange Grenze mit Frankreich. Alle Bahntransporte mussten entweder über das belgische Athus oder das deutsche Metz geführt werden. Aber erst 1884 wurde ein entsprechender Staatsvertrag für den Bau einer direkten Verbindung beschlossen. Im Juni 1886 wurde das kurze Streckenstück Richtung Longwy eröffnet. Ab 1888 verkehrten internationale Schnellzüge über diese Verbindungskurve.
1956 wurde die Elektrifizierung der Strecke beschlossen, der elektrische Zugverkehr wurde im Mai 1961 aufgenommen.
Die CFL führt die Strecke zwischen Esch und Petingen unter der Streckennummer 6f. Westlich von Petingen werden die drei grenzüberschreitenden Streckengleise getrennt aufgelistet:
- Richtung Athus und weiter nach Arlon (Belgien) unter 6j
- Richtung Aubange und weiter nach Virton (Belgien) unter 6g
- Richtung Mont-Saint-Martin und weiter nach Longwy (Frankreich) unter 6h[4]